# La Forest-Landerneau
La Forest-Landerneau [la fɔʁε lɑ̃dεʁno] est une commune du département du Finistère dans la région Bretagne, en France.
Ses habitants, les Forestois et les Forestoises, étaient 1 831 au recensement de 2008.

## Géographie
La Forest-Landerneau est une commune riveraine de l'Élorn (rive droite), située entre Brest et Landerneau.

### Localisation
| Guipavas, Brest Métropole Océane          | Saint-Divy           | Landerneau     |
| Le Relecq-Kerhuon, Brest Métropole Océane | La Forest-Landerneau | Landerneau     |
| Élorn, Loperhet                           | Élorn, Dirinon       | Élorn, Pencran |

### Hydrographie
Pour un article plus général, voir Réseau hydrographique du Finistère.
La commune est située dans le bassin Loire-Bretagne. Elle est drainée par divers petits cours d'eau,.

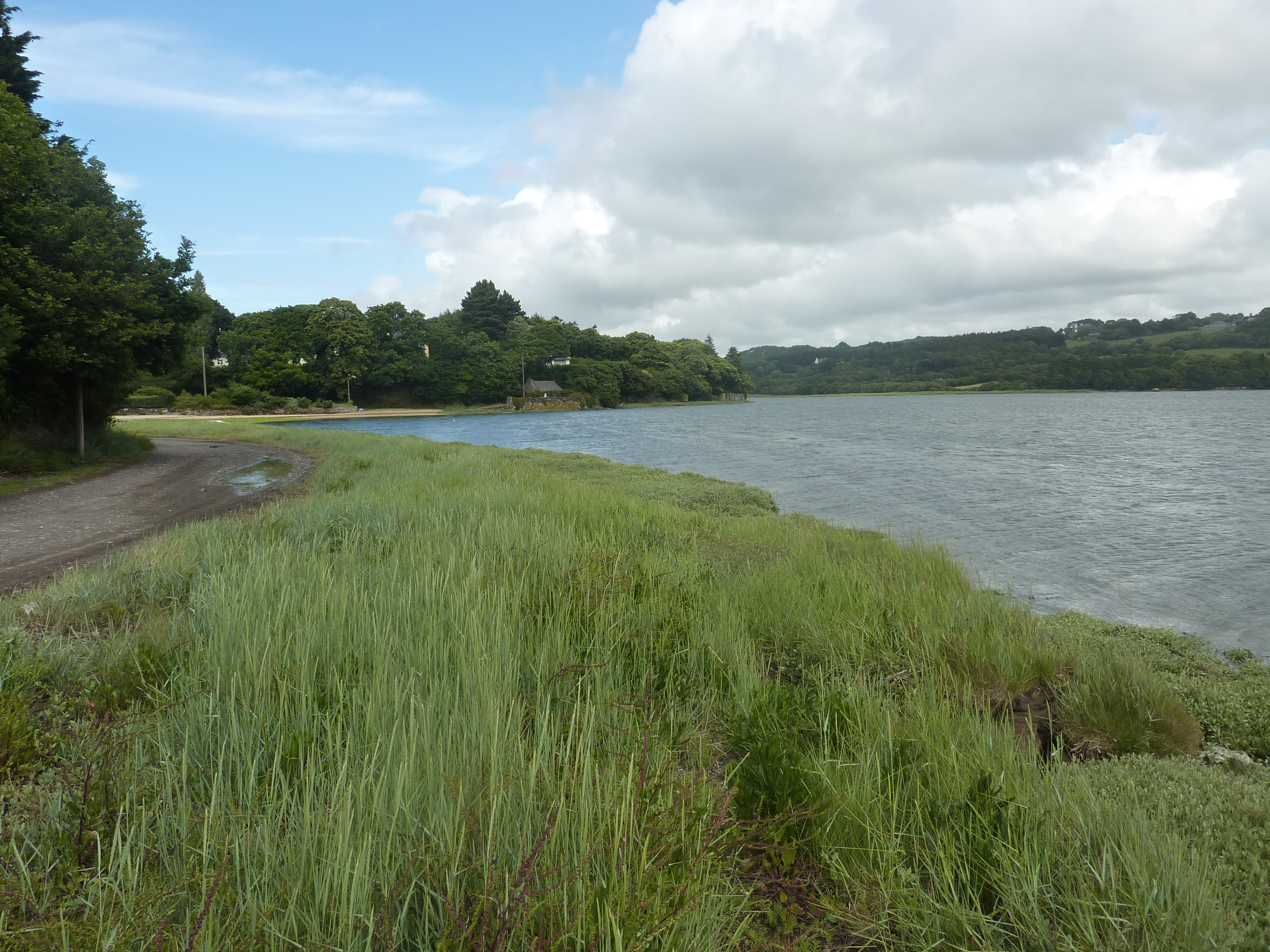
La Forest-Landerneau, l'Anse du château en bordure de l'Élorn (vue côté amont).

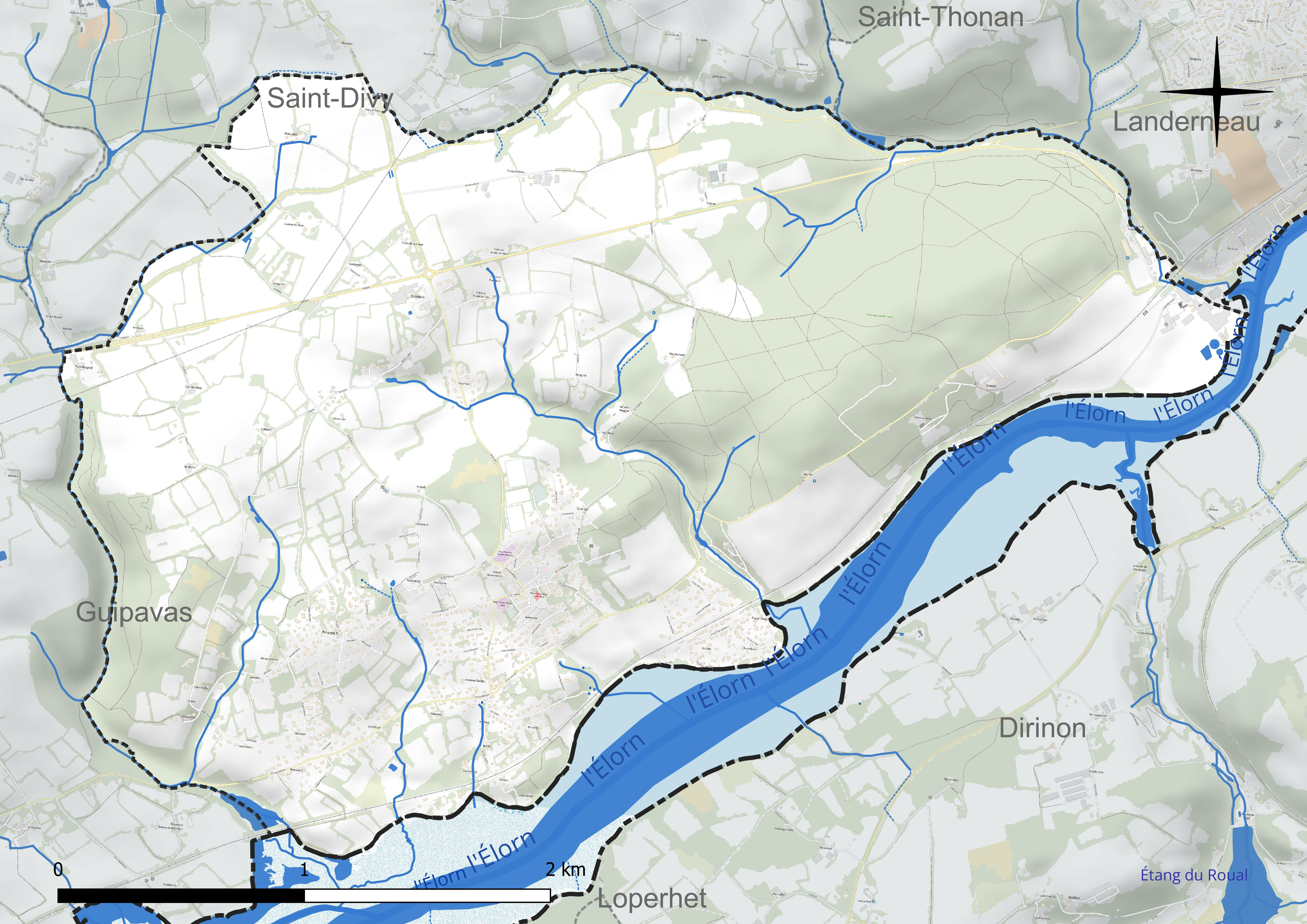
Réseau hydrographique de la Forest-Landerneau.

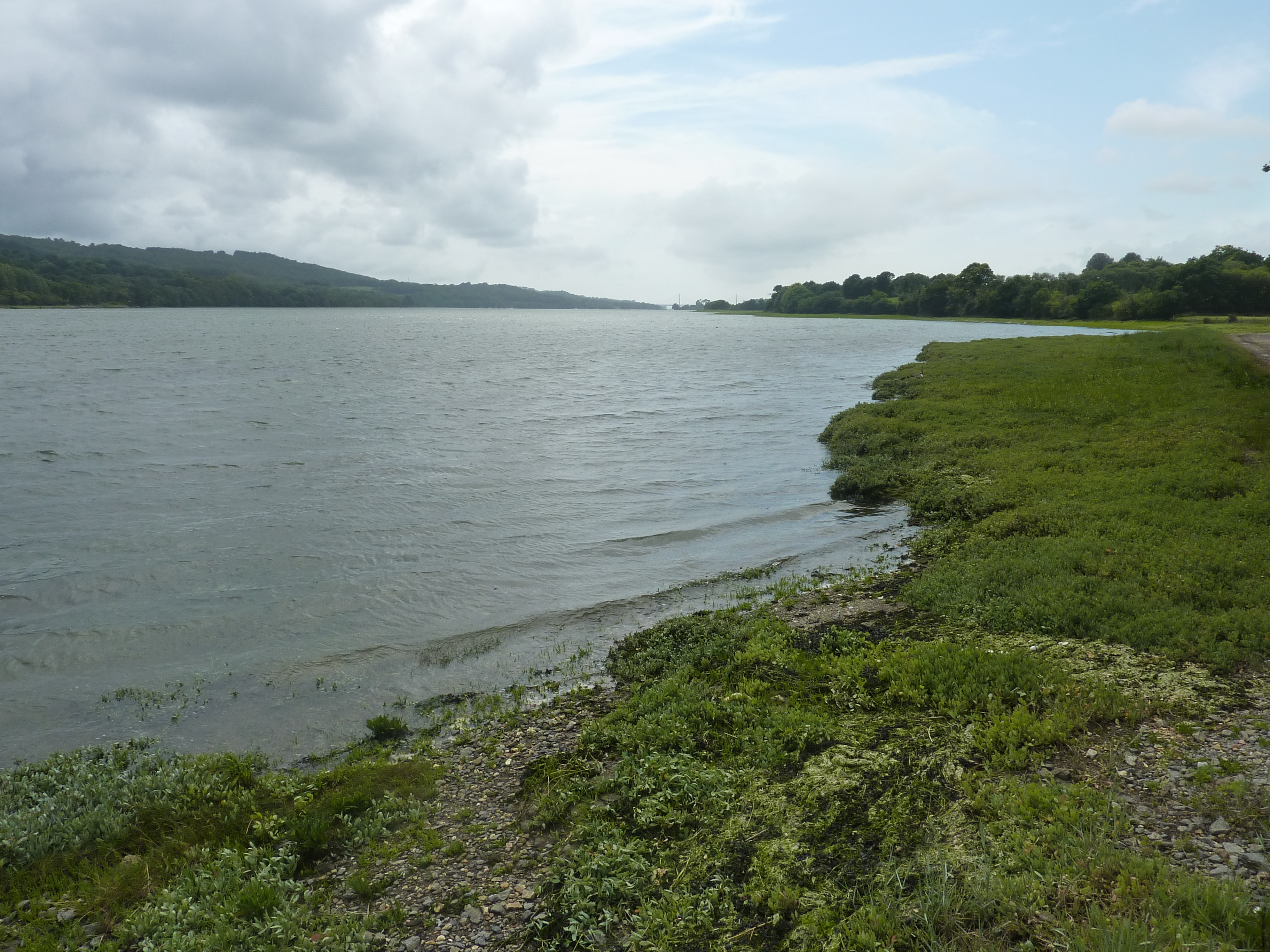
La Forest-Landerneau, l'Anse du château en bordure de l'Élorn (vue côté aval).

### Climat
Pour des articles plus généraux, voir Climat de la Bretagne et Climat du Finistère.
En 2010, le climat de la commune est de type climat océanique franc, selon une étude du CNRS s'appuyant sur une série de données couvrant la période 1971-2000. En 2020, Météo-France publie une typologie des climats de la France métropolitaine dans laquelle la commune est exposée à un climat océanique et est dans la région climatique  Finistère nord, caractérisée par une pluviométrie élevée, des températures douces en hiver (6 °C), fraîches en été et des vents forts. Parallèlement l'observatoire de l'environnement en Bretagne publie en 2020 un zonage climatique de la région Bretagne, s'appuyant sur des données de Météo-France de 2009. La commune est, selon ce zonage, dans la zone « Littoral », exposée à un climat venté, avec des étés frais mais doux en hiver et des pluies moyennes.  
Pour la période 1971-2000, la température annuelle moyenne est de 11,5 °C, avec  une amplitude thermique annuelle de 10,4 °C. Le cumul annuel moyen de précipitations est de 1 046 mm, avec 16,1 jours de précipitations en janvier et 7,8 jours en juillet. Pour la période 1991-2020, la température moyenne annuelle observée sur la station météorologique la plus proche, située sur la commune de Guipavas à 6 km à vol d'oiseau, est de 11,7 °C et le cumul annuel moyen de précipitations est de 1 229,8 mm,. Pour l'avenir, les paramètres climatiques de la commune estimés pour 2050 selon différents scénarios d'émission de gaz à effet de serre sont consultables sur un site dédié publié par Météo-France en novembre 2022.

## Urbanisme

### Typologie
Au 1er janvier 2024, La Forest-Landerneau est catégorisée commune rurale à habitat dispersé, selon la nouvelle grille communale de densité à 7 niveaux définie par l'Insee en 2022.
Elle est située hors unité urbaine. Par ailleurs la commune fait partie de l'aire d'attraction de Brest, dont elle est une commune de la couronne,. Cette aire, qui regroupe 68 communes, est catégorisée dans les aires de 200 000 à moins de 700 000 habitants,.
La commune, bordée par la mer d'Iroise, est également une commune littorale au sens de la loi du 3 janvier 1986, dite loi littoral. Des dispositions spécifiques d'urbanisme s'y appliquent dès lors afin de préserver les espaces naturels, les sites, les paysages et l'équilibre écologique du littoral, tel le principe d'inconstructibilité, en dehors des espaces urbanisés, sur la bande littorale des 100 mètres, ou plus si le plan local d'urbanisme le prévoit.

### Occupation des sols
L'occupation des sols de la commune, telle qu'elle ressort de la base de données européenne d'occupation biophysique des sols Corine Land Cover (CLC), est marquée par l'importance des territoires agricoles (58,2 % en 2018), en diminution par rapport à 1990 (59,7 %). La répartition détaillée en 2018 est la suivante : 
zones agricoles hétérogènes (41,2 %), forêts (27,3 %), zones urbanisées (14,2 %), terres arables (8,8 %), prairies (8,1 %), eaux maritimes (0,4 %). L'évolution de l'occupation des sols de la commune et de ses infrastructures peut être observée sur les différentes représentations cartographiques du territoire : la carte de Cassini (XVIIIe siècle), la carte d'état-major (1820-1866) et les cartes ou photos aériennes de l'IGN pour la période actuelle (1950 à aujourd'hui).

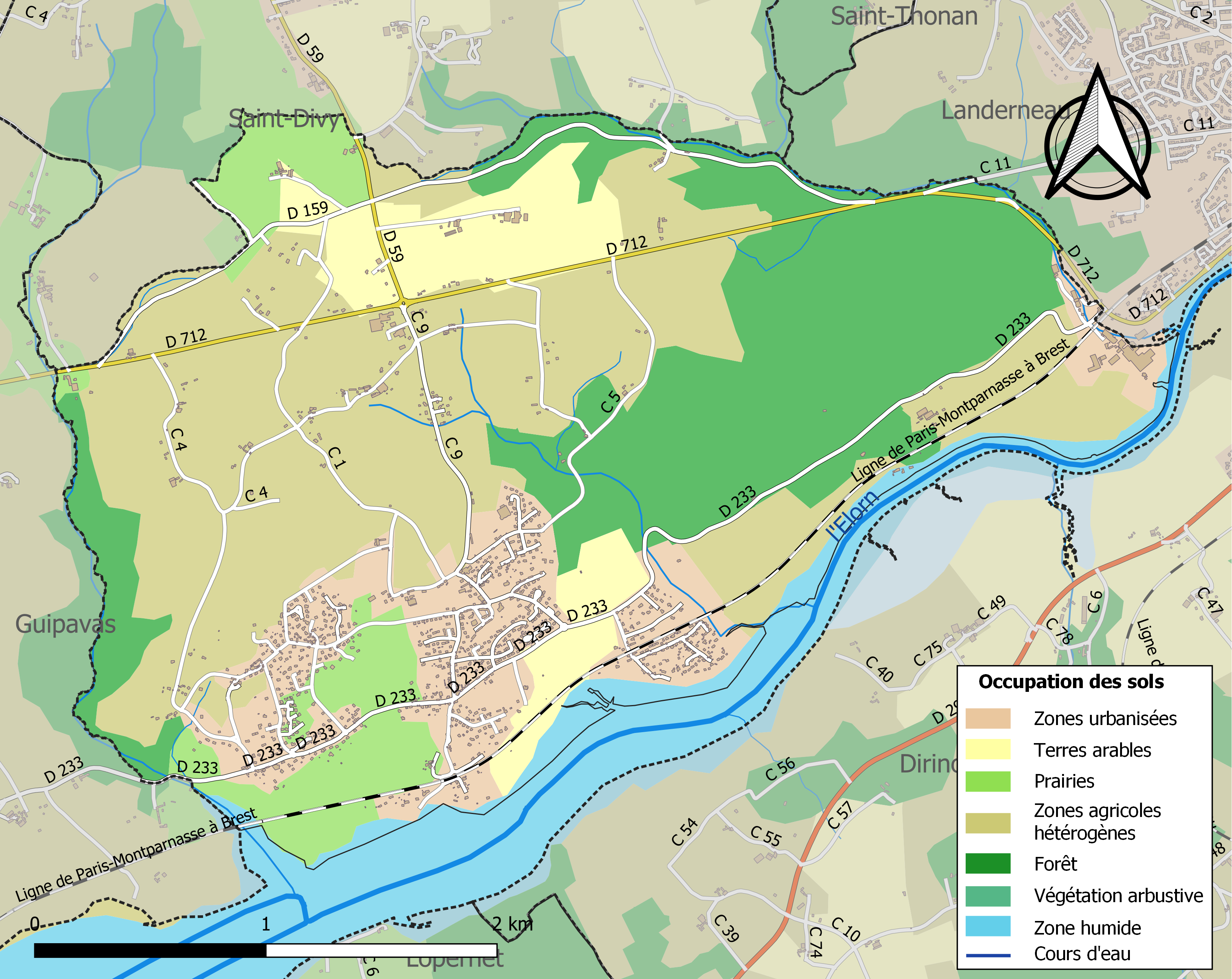
Carte des infrastructures et de l'occupation des sols de la commune en 2018 (CLC).

## Toponymie
Le nom de la localité est attesté sous les formes Goelet Forest vers 1330, prioratus de Goelotforest en 1332, Guoeslet Forest en 1410, Sainct Thénénan la Forest en 1651, La Forest-Landerneau depuis 1955.
Forest : dans le sens médiéval, « forêt réservée au seigneur ».

## Histoire

### Origines jusqu'au Moyen Âge inclus

#### Laforest de saint Ténénan
La Forest-Landerneau tire son nom de la forêt recouvrant la région lors de l'arrivée de saint Ténénan, si l'on en croit ce récit hagiographique, la tradition prétend que : Ténénan ou Tinidor naquit dans l'île de Bretagne (Grande-Bretagne actuelle) dans la paroisse de Vallis Æquorea; encore jeune, il passa en Armorique (Bretagne actuelle) au début du VIIe siècle. Sa barque aurait franchi le goulet de Brest, remonté l'Élorn et, à trois lieues environ de l'embouchure de ce fleuve, sur la rive droite, il aurait fondé vers 650 un petit lann (situé en fait sur le territoire de l'actuelle commune de Plouédern) qu'on appela de son nom lann Tinidor', dont le nom est devenu Landerneau par la suite. Ce lieu était inconnu, jusqu'alors inaccessible aux hommes, inculte, tout entouré d'un épais rempart d'arbres et de halliers que la forêt de Beuzit, au milieu de laquelle il se trouvait, produisait en abondance. C'est dans la forêt de Beuzit que s'était déjà établi Conogan, un des compagnons de saint Pol, qui est à l'origine de la création de l'ancienne paroisse de Beuzit-Conogan qui fut supprimée en 1791 et dont le territoire fut partagé entre Landerneau et Saint-Thonan.
En face, de l'autre côté de l'Élorn (sur la rive gauche) s'étendait la forêt de Talamon, non moins fourrée et moins épaisse. Aujourd'hui encore ces deux forêts sont peuplées d'innombrables bêtes sauvages ». L'historien Arthur de La Borderie ajoute : « Il venait souvent se  délasser, se retremper, dans son ermitage de l'Élorn, et l'on croit qu'il y mourut ».

#### Lechâteau de Joyeuse Garde
Ce château est très ancien, il aurait été édifié par les Romains. Un proverbe dit : « Pa n'oa kastell é néb léac'h, oa kastell aman èn è léac'h » (« Alors qu'il n'y avait château en nul lieu, il y avait château ici en ce lieu ». Ce château, dénommé d'abord "château de Douloureuse Garde" fut «le théâtre d'une partie des exploits des Chevaliers de la Table ronde, de la résistance des Bretons aux Français, aux Saxons, aux Danois ; enfin des vives compétitions de Blois et de Montfort » pendant la guerre de Succession de Bretagne (1361 - 1364).

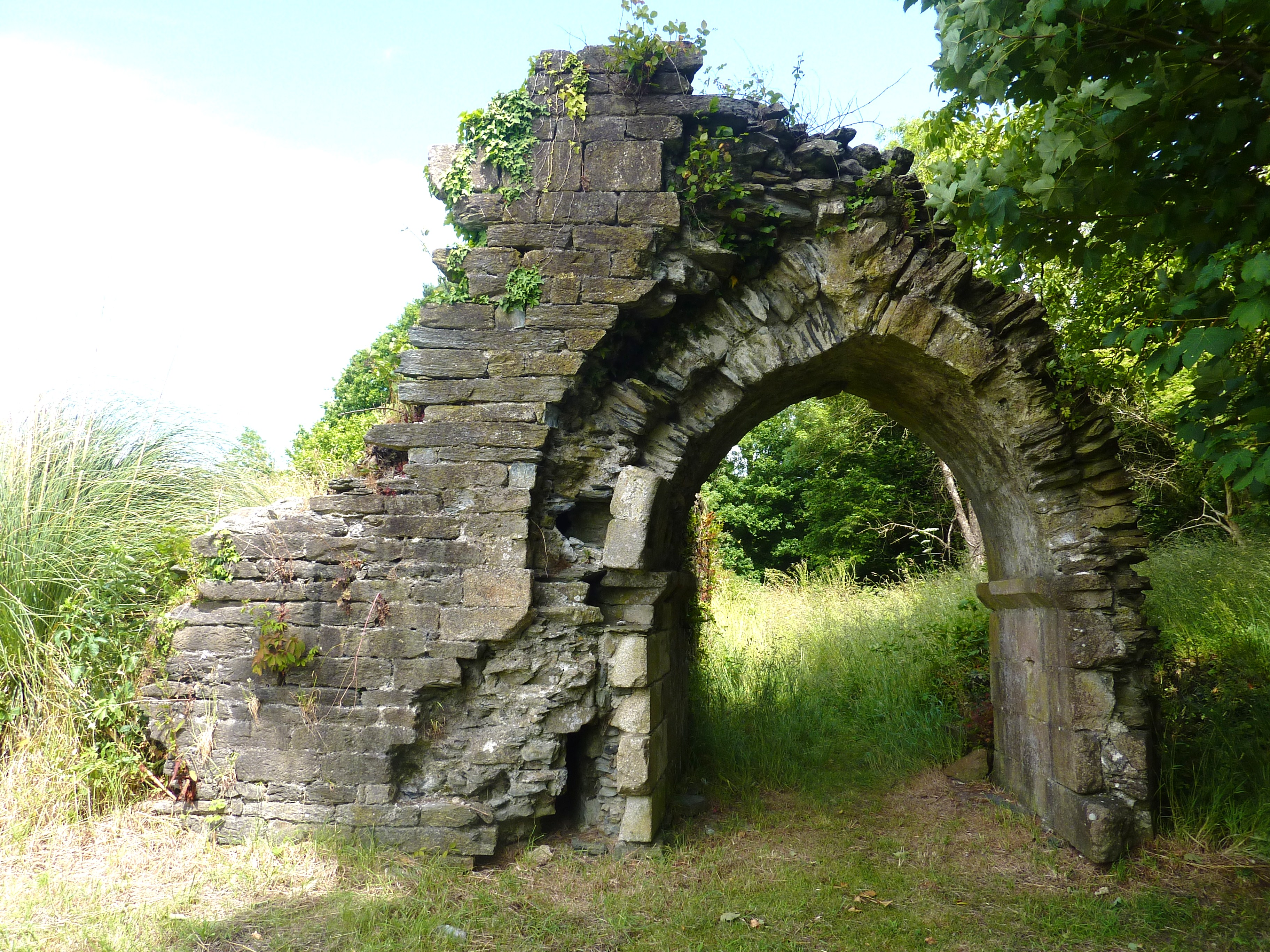
La Forest-Landerneau : les ruines du château de Joyeuse Garde.

Peu de temps avant l'arrivée de Ténénan en Bretagne, les Danois « peuple sauvage et idolâtre » avaient débarqué sur la côte du Léon, menant force raids et pillages. « En cet endroit due Léon où aborda saint Ténénan, il y avoit une grande forest qui aboutissoit à ce bras de mer qui va à Landerneau, dans lequel s'étaient retirés grand nombre de paysans de divers cantons, pour éviter la fureur des barbares et, y ayant amené leurs troupeaux et le plus beau et meilleur de leurs biens, et pour n'estre forcez (...) tenoient sentinelle et garnison dans le chasteau pour défendre la rivière et le chemin droit, entre lesquels il est situé. Quand la sentinelle du chasteau apperçeut le vaisseau de saint Ténénan, il cria à pleine voix "que le serviteur de Dieu, qui les devoit garantir des Barbares et délivrer de la peur et apprehension, arrivoit". A ce cri, le capitaine du chasteau et toute la garnison se jetterent sur les créneaux et guerites du donjon et, voyant le navire venir, à toutes voiles (...), firent retentir l'air, les rivages et toute la forest, d'un cry de joye. A ce cry, ceux qui estoient dans la forest s'enquirent du sujet de cette réjouissance, disans l'un à l'autre : «Merbet à joa a zeus ar Goard» (« ils mènent grande réjouissance à la Garnison ») et de là, ce chasteau fut nommé "Chasteau de la Joyeuse Garde".

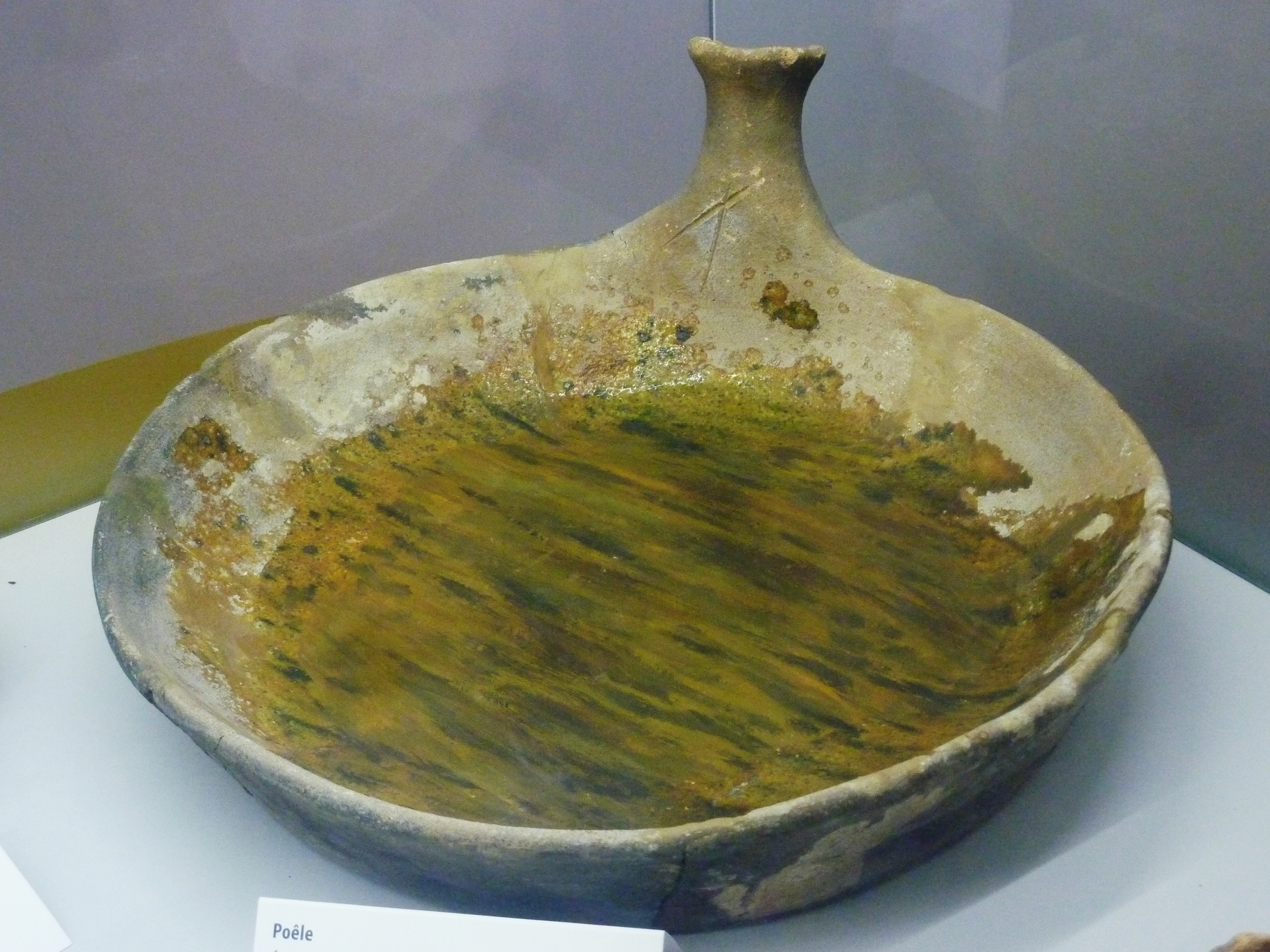
Poêle en tuile vernissée provenant du site du château de Joyeuse-Garde (époque médiévale, musée du Léon de Lesneven).

Cette forteresse fut prise et reprise plusieurs fois au XIIe siècle lors des guerres contre Henri II Plantagenêt, roi d'Angleterre entre 1153 et 1189 et l'un de ses fils Geoffroy II Plantagenêt duc de Bretagne entre 1181 et 1186. Récupéré par les seigneurs de Léon, le château aurait été reconstruit par Hervé Ier de Léon, décédé en août 1203.
M. de Fréminville décrit ainsi le château : « En suivant les bords de l'Élorn, et les remontant un peu au-dessus de l'anse de Kerhuon, on arrive aux ruines de ce château de la Joyeuse-Garde, si célèbre dans les chroniques de la Table ronde et même dans les légendes des saints bretons. Quelques pans de murailles, des fondements à fleur de terre, le pied des tours et la circonvallation des fossés, enfin l'arcade ogive du portail sont tout ce qui reste aujourd'hui. Ces débris suffisent pour en faire reconnaître le plan entier, qui était un carré long, flanqué de cinq tours, dont une à chaque angle et la cinquième au milieu d'un des côtés du carré. Mais, si depuis le XIe siècle, le château de la Joyeuse-Garde n'a pas changé de place, il a certainement bien changé de forme, car rien dans tous les vestiges qui nous en restent, n'annonce des constructions antérieures au XIIe siècle. Il aura sans doute été rebâti à cette époque, ou du moins presque entièrement restauré ».
En 1341, le château est assiégé par les troupes de Jean de Montfort dans le cadre de la guerre de Succession de Bretagne, ses alliés anglais prennent la forteresse et massacrent la garnison. Repris par des troupes favorables à Charles de Blois, le château est à nouveau réinvesti par des troupes anglaises dirigées par le duc de Northampton en septembre 1342. Passé aux mains des Rohan à la suite du décès en 1363 d'Hervé VIII de Léon, le château est un temps contrôlé par une garnison française dirigée par Bertrand Duguesclin en 1373 avant d'être repris par les troupes du duc de Bretagne Jean IV, aidé par les Anglais, vers 1375. La forteresse est démantelée vers 1490 sur ordre du roi Charles VIII, mais il était déjà probablement à demi ruiné.
Ce château est en ruines depuis longtemps. A. Mahé de La Bourdonnais le décrit ainsi en 1892 : 

« Le château de Joyeuse Garde se présente sous l'aspect de pans de murs épais, au milieu desquels est un tertre circulaire couvert d'un joli gazon ; de là, on aperçoit l'Élorn, la forêt et les rochers saillants brisés, suspendus sur l'abîme de la côte de Plougastel. Cet aspect est mélancolique ; une multitude de corbeaux d'une très grande espèce, et la corneille à tête grise, des éperviers, des buses, y font de tout temps leur séjour. Les cris aigres et plaintifs des mauves, les goélands qui planent au-dessus des eaux ; l'âpreté du climat, le vent, un ciel d'orage habituel, augmentent la tristesse de ce séjour qui conviendrait à certaines dispositions de l'âme : on s'y plairait dans les beaux jours au coucher du soleil, quand le silence et le calme du soir ne pourraient être interrompus que par les chants de quelques matelots, que par le sillage des bateaux à voile, qu'assis sur un rocher, appuyé contre un arbre, on verrait glisser sous son regard. »

Un compte rendu des fouilles archéologiques menées au château a été publié :

« Des fouilles menées en 1968 et les années suivantes par mademoiselle Marie-Claude Des Déserts et une équipe de jeunes ont mis au jour les vestiges que l'on voit aujourd'hui. La plus ancienne monnaie trouvée est un penny d'Alexandre III d'Écosse (1280-1286). Ce château n'est pas le premier, semble-t-il, car des parcelles portant des noms comme parc ar vouden) ("la motte" en breton) remontent à une époque antérieure. La motte féodale contrôlait le chemin vers Brest et le chemin descendant vers la rive de l'Élorn. Est-ce pour cela qu'un ancien dicton déclare que : Pa n'oa kastell é neb leac'h, Oa kastell aman en é leac'h ("Alors s'il n'y avait château en nul lieu, il y aurait château ici en ce lieu") ? »

.

### Le prieuré de Goélo-Forest
Un document de 1332 évoque un prieuré dénommé "Goélo-Forest" : ce fut semble-t-il un prieuré régulier, habité par des moines sans doute jusque dans le courant du XVIe siècle. Le prieuré est alors en commende. À la fin du XVIIe siècle, le prieur commendataire est Hervé de la Palue, docteur en droit, recteur de Plouguerneau et décimateur. Les prêtres desservants, recteurs et vicaires perçoivent seulement la portion congrue, les honoraires de messes et le casuel liés à leur ministère.

### Époque moderne
Au XVIe siècle, La Forest-Landerneau faisait partie de la sénéchaussée de Brest et Saint-Renan.
L'activité toilière était pratiquée dans la paroisse : lin et chanvre y étaient cultivés ; quatre kanndi ont été recensés à La Forest-Landerneau et 31,4 % des inventaires après décès de la paroisse à l'époque font état de la présence de métiers à tisser.
En 1759, une ordonnance de Louis XV ordonne à la paroisse de La Forêt [La Forest-Landerneau] de fournir 9 hommes et de payer 59 livres pour « la dépense annuelle de la garde-côte de Bretagne ».

### La Révolution française
Les trois députés représentant la paroisse de La Forest lors de la rédaction du cahier de doléances de la sénéchaussée de Lesneven le 1er avril 1789 étaient Gouven, Gloanec et Louis Le Guen.
En 1793, la commune est créée sous le nom de La Forêt, nom repris en 1801, mais transformé ensuite dans le courant du XIXe siècle en La Forest avant d'adopter, par décret en date du 25 mai 1955, le nom de La Forest-Landerneau, (pour différencier la commune d'avec La Forêt-Fouesnant dans le même département du Finistère).

### LeXXesiècle

#### La Belle Époque
En réponse à une enquête épiscopale organisée en 1902 par Mgr Dubillard, évêque de Quimper et de Léon en raison de la politique alors menée par le gouvernement d'Émile Combes contre l'utilisation du breton par les membres du clergé, le recteur de La Forêt-Landerneau écrit : « Les instructions paroissiales se font toujours en breton et ne pourraient être comprises en français ». Yves-Marie Morvan, maire, écrit en 1903 que « le breton est le dialecte qui convient le mieux à la population», même si « la moitié au moins comprendrait un sermon français ».
Par arrêté du préfet du Finistère, l'école publique de La Forest-Landerneau, tenue jusque-là par les religieuses des Filles du Saint-Esprit, est laïcisée le 6 septembre 1902.

#### Affaire Cadiou- Le mystère de la Grande-Palud
L'affaire Cadiou est une affaire criminelle qui a occupé la une des journaux en 1914 avant le conflit de la première guerre mondiale. Louis Cadiou, ancien avoué alors âgé de 48 ans, directeur de l'usine de coton à poudre de la Grande-Palud qu'il avait acheté en 1909 à un industriel allemand, Temming, disparut probablement le 30 décembre 1913 ou l'un des jours suivants (car la date de sa disparition resta incertaine) et son cadavre trouvé un mois plus tard dans un bois près de son usine. Il était soupçonné de fraude et faisait l'objet d'une enquête au moment de sa disparition. Louis Pierre, ingénieur employé à l'usine de la Grande Palud à la Forest Landerneau, est le principal accusé. Il est soupçonné du meurtre du directeur de l'usine.
De nombreux rebondissements interviennent dans l'affaire : des allemands qui sont aux commandes de l'usine, une voyante qui indique où se trouve le cadavre, une autopsie ratée, un courrier anonyme qui indique comment faire la contre-autopsie, un accusé qui ne sait plus quand il achète un pistolet, des témoins qui changent de version, des hommes politiques corrompus, un juge peu perspicace qui fait une confiance aveugle à un mythomane et des journalistes qui font avancer l'enquête avec l'aide des brigades du Tigre.
Malgré la faiblesse de l'accusation, un procès est programmé pour fin 1914. Il fut reporté à cause de la Grande Guerre. Convoqué en 1919 devant les assises du Finistère, Louis Pierre fut acquitté. L'assassin n'a jamais été retrouvé.

#### La Première Guerre mondiale
Le monument aux morts de La Forest-Landerneau porte les noms de 34 soldats et marins morts pour la France pendant la Première Guerre mondiale ; parmi eux 1 (René Le Bras) est un marin disparu en mer ; deux (Vincent Defienne et Paul Sclear) sont des soldats morts sur le front belge dès 1914 ; Jean Le Borgne est mort en Grèce le 16 septembre 1918 dans le cadre de l'expédition de Salonique ; la plupart des autres sont décédés sur le sol français.

#### L'Entre-deux-guerres
Le 29 juillet 1928, le canot d'une goélette, La Tramontane, naviguant sur l'Élorn entre Landerneau et Brest avec treize passagers, chavira à hauteur de La Forest-Landerneau ; le drame fit six victimes dont une mère et ses deux fillettes.

#### La Seconde Guerre mondiale
Le monument aux morts de La Forest-Landerneau porte les noms de 3 personnes mortes pour la France pendant la Seconde Guerre mondiale dont François Guével, mort le 17 mai 1940 à Luttre (Belgique) et Paul Respriget, mort le 21 novembre 1944 à Mulhouse.
André Garrec et Marcel Boucher, de Brest, et Guy Raoul, de Saint-Marc, furent tués près de La Forest-Landerneau le 4 février 1944 par des gendarmes allemands ; l'un de ceux-ci fut également tué dans les échanges de coups de feu.

#### L'après Seconde Guerre mondiale
Deux soldats originaires de La Forest-Landerneau (Henri Michel et Gabriel Toullec) sont morts pour la France pendant la guerre d'Indochine.

## Démographie
L'évolution du nombre d'habitants est connue à travers les recensements de la population effectués dans la commune depuis 1793. Pour les communes de moins de 10 000 habitants, une enquête de recensement portant sur toute la population est réalisée tous les cinq ans, les populations de référence des années intermédiaires étant quant à elles estimées par interpolation ou extrapolation. Pour la commune, le premier recensement exhaustif entrant dans le cadre du nouveau dispositif a été réalisé en 2008.
En 2022, la commune comptait 1 999 habitants, en évolution de +8,11 % par rapport à 2016 (Finistère : +2,16 %, France hors Mayotte : +2,11 %).
| 1793 | 1800 | 1806 | 1821 | 1831 | 1836 | 1841 | 1846 | 1851 |
| ---- | ---- | ---- | ---- | ---- | ---- | ---- | ---- | ---- |
| 481  | 416  | 493  | 457  | 468  | 484  | 483  | 523  | 611  |

| 1856 | 1861 | 1866 | 1872 | 1876 | 1881 | 1886 | 1891 | 1896 |
| ---- | ---- | ---- | ---- | ---- | ---- | ---- | ---- | ---- |
| 904  | 590  | 602  | 624  | 636  | 696  | 678  | 620  | 656  |

| 1901 | 1906 | 1911 | 1921 | 1926 | 1931 | 1936 | 1946 | 1954 |
| ---- | ---- | ---- | ---- | ---- | ---- | ---- | ---- | ---- |
| 632  | 675  | 688  | 650  | 671  | 676  | 697  | 896  | 945  |

| 1962 | 1968 | 1975  | 1982  | 1990  | 1999  | 2006  | 2008  | 2013  |
| ---- | ---- | ----- | ----- | ----- | ----- | ----- | ----- | ----- |
| 893  | 930  | 1 160 | 1 384 | 1 619 | 1 595 | 1 752 | 1 798 | 1 813 |

| 2018  | 2022  | - | - | - | - | - | - | - |
| ----- | ----- | - | - | - | - | - | - | - |
| 1 913 | 1 999 | - | - | - | - | - | - | - |

## Lieux et monuments

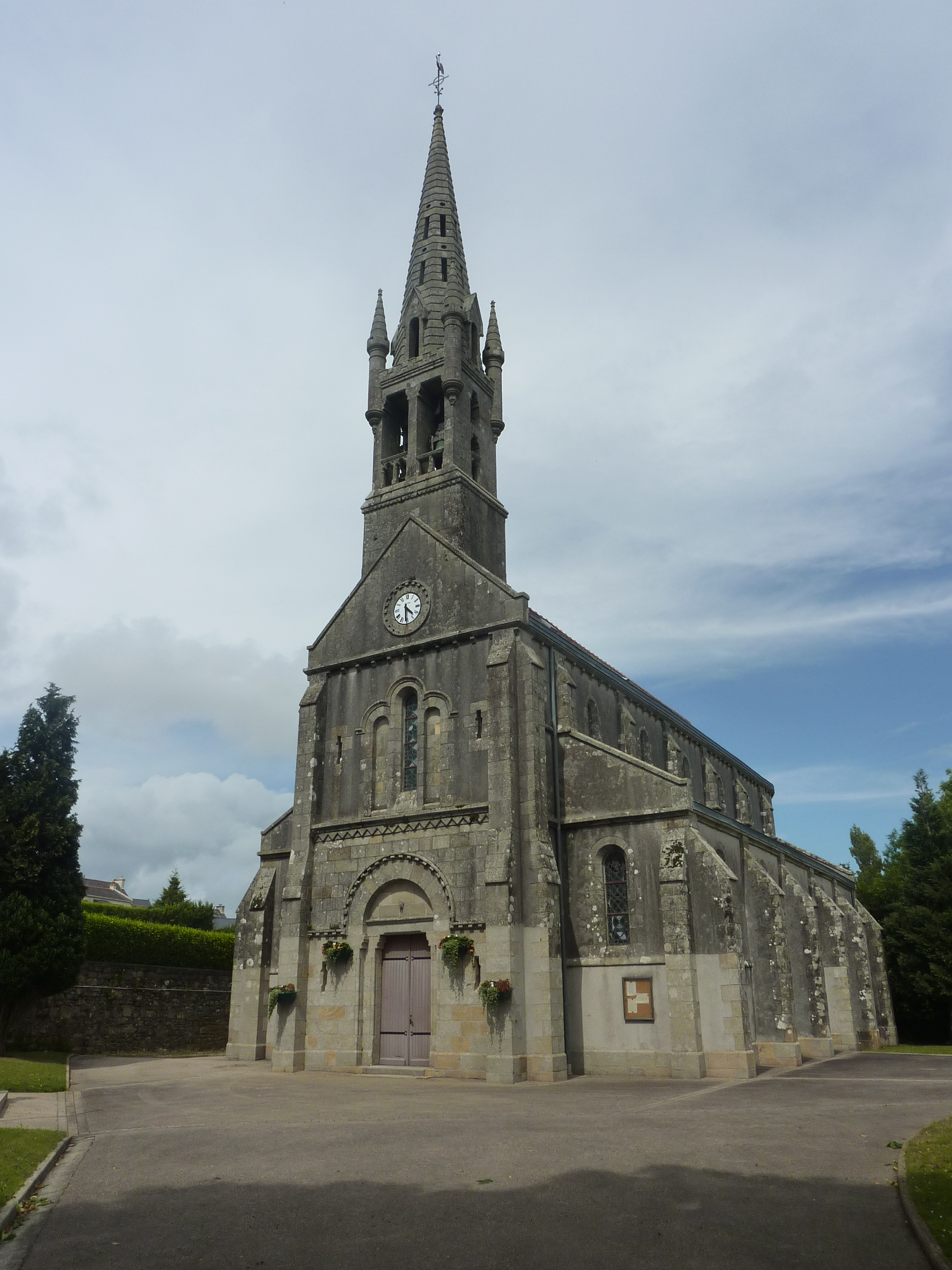
L'église paroissiale Saint-Ténénan.

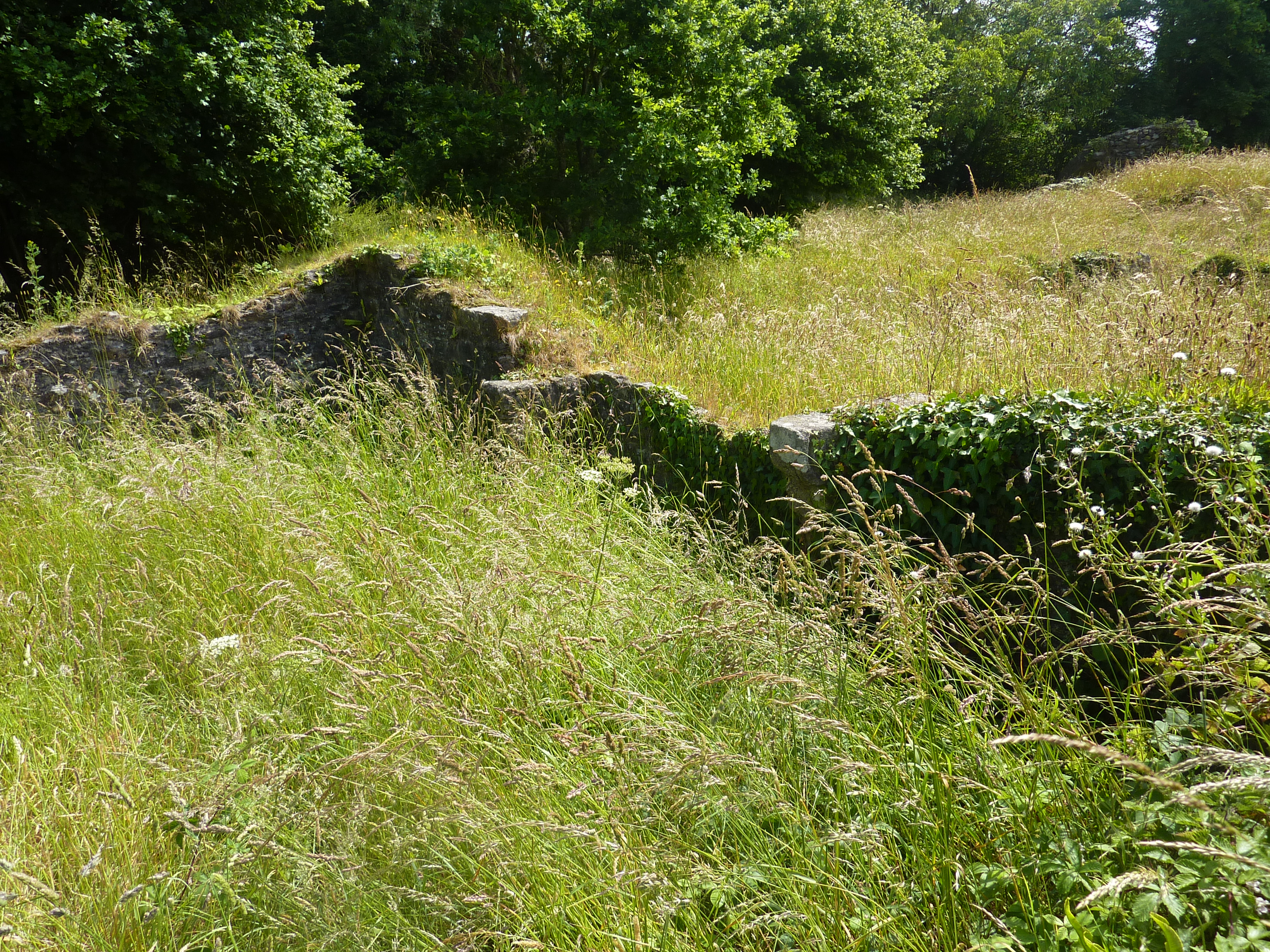
Les ruines du château de Joyeuse Garde qui émergent à peine des herbes recouvrant le site.

- Le château de Joyeuse Garde classé au titre des monuments historiques[55].
- Le manoir de la Grande Palud (XVe siècle). À L'intérieur, dans une des salles, on peut voir des poutres avec des traces de polychromies avec phylactères et inscriptions[56].
- L'église paroissiale Saint-Ténénan date de 1887 mais a remplacé un édifice antérieur datant de 1761 qui lui-même avait remplacé une ou des églises plus anciennes.

« Certains objets se trouvant dans l'église actuelle proviennent d'une église plus ancienne encore : les fonts baptismaux datent de 1603, un banc de 1660, la chaire de 1714. Un tableau placé au-dessus de la porte de la sacristie évoque un édifice gothique des XIIIe – XIVe siècle. Ainsi retrouve-t-on, en remontant le temps, l'église dans laquelle des Bénédictins dépendant de l'abbaye de Saint-Mathieu ont prié. Le presbytère actuel est vraisemblablement le prieuré-cure d'avant la Révolution. Deux fermes proches portent les noms de Keramanac'h bras et Keramanac'h bihan ( "grand et petit village du moine ou des moines"). »

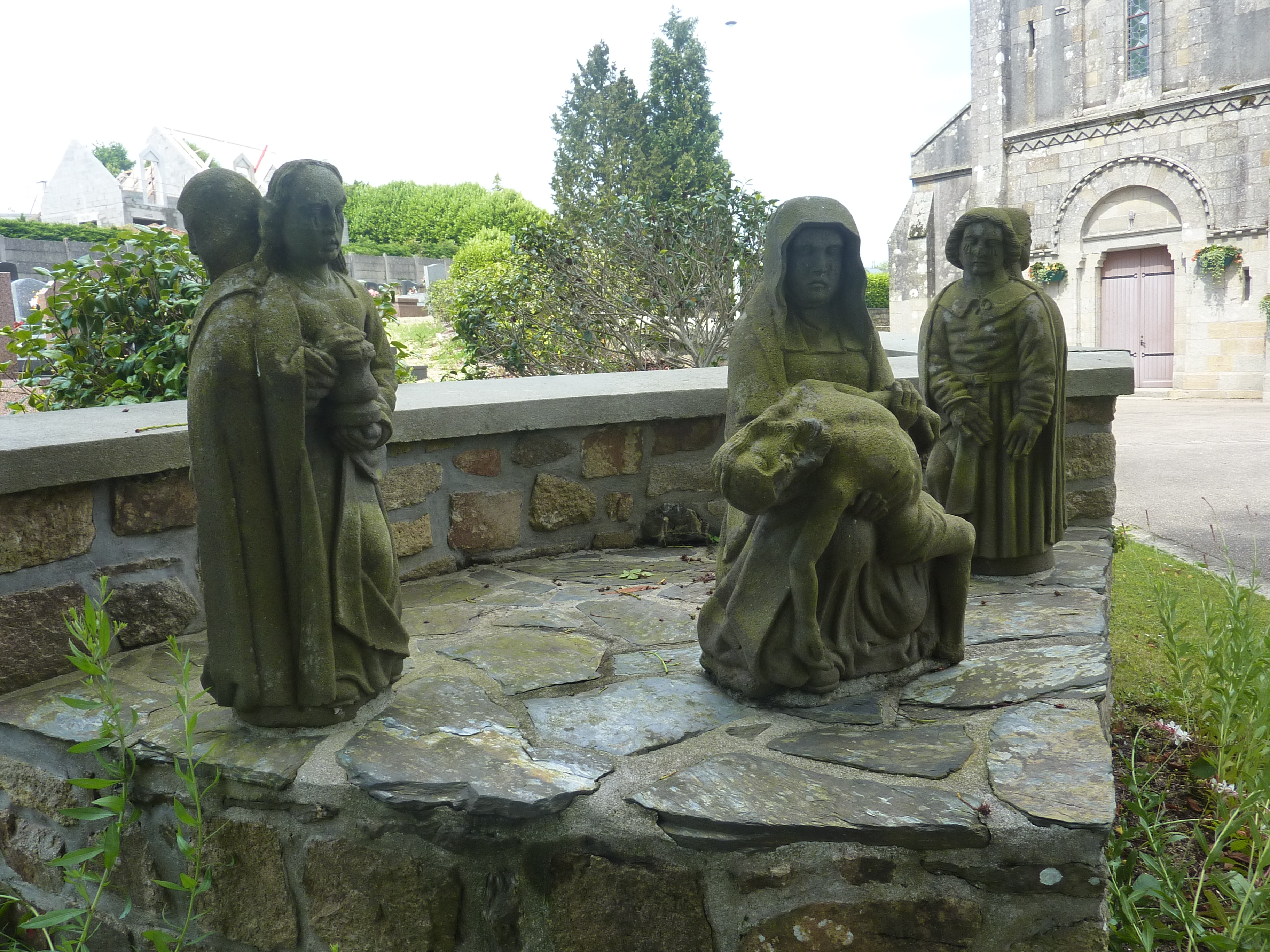
Les restes d'un ancien calvaire.

- Une statue de Taliesin, « prince des magiciens, barde du roi Arthur », par R. Joncourt, se trouve depuis 2000 sur la place de la Mairie.

## Personnalités liées à la commune
- Goulven Morvan, né en 1819 et mort en 1891 à La Forest-Landerneau.